# Gaithersburg

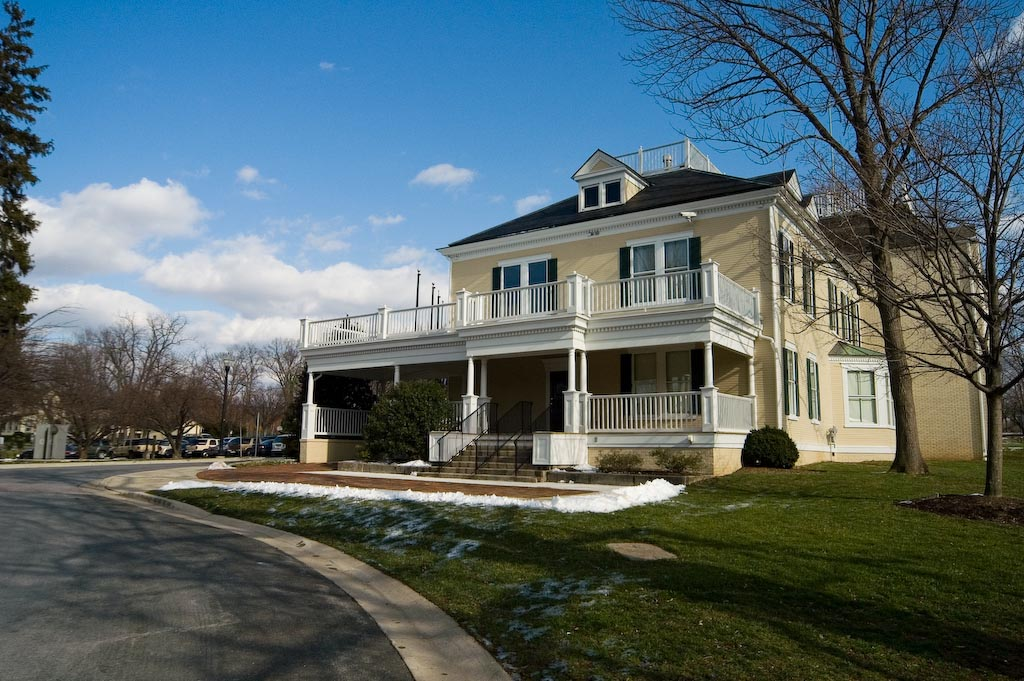
Ratusz w Gaithersburgu

Gaithersburg – miasto w aglomeracji Waszyngtonu, w hrabstwie Montgomery w stanie Maryland w Stanach Zjednoczonych. Według spisu w 2020 roku liczy 69,6 tys. mieszkańców. Słynie z różnorodności etnicznej i ekonomicznej. W rankingu WalletHub w 2022 r. zajęło trzecie miejsce pod względem różnorodności etnicznej wśród ponad 500 największych miast w USA.
Do głównych pracodawców na terenie miasta należą Narodowy Instytut Standaryzacji i Technologii, który ma tu swoją główną siedzibę oraz prywatne przedsiębiorstwa takie jak koncern IBM czy koncern lotniczy i obronny Lockheed Martin, które mają w mieście swoje oddziały.
Od 1899 do 1982 roku w mieście funkcjonowała jedna z sześciu światowych placówek International Latitude Observatory, które odegrały znaczącą rolę przy pomiarze precesji Ziemi. Jest to jedyny obiekt w mieście wpisany do narodowego rejestru miejsc historycznych (Narodowy Pomnik Historyczny USA, ang. National Historic Landmark), a wkład miasta w rozwój astronomii jest upamiętniony w nazwie planetoidy (7259) Gaithersburg.

## Demografia
Według danych za lata 2017–2021, 38,3% mieszkańców urodziło się za granicami Stanów Zjednoczonych. Struktura rasowa przedstawiała się następująco:
- biali nielatynoscy – 33,7%
- Latynosi – 24,5%
- Azjaci – 20,4%
- czarni lub Afroamerykanie – 17,2%
- rasy mieszanej – 8,3%
- rdzenna ludność Ameryki – 0,4%.